# Шицзяхэ

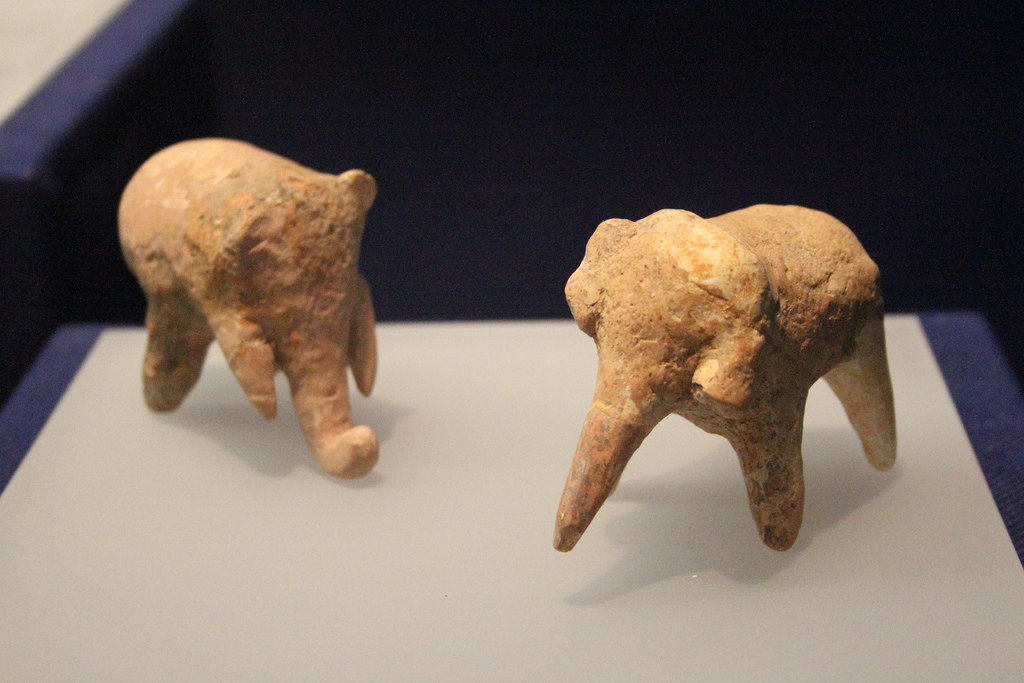
Керамические фигурки слонов

Шицзяхэ (石家河文化; англ. Shijiahe culture) — культура позднего китайского неолита - халколита (IV-III тыс. до н.э.) с берегов среднего течения Янцзы (Хубэй). 
Сформировалась на основе культуры Цюйцзялин. Представлена крупным поселением на 15 тыс. человек (300 акров), окруженный по периметру стеной и рвом. Основу сельского хозяйства составляло рисоводство и выращивание проса. Существуют следы медного литья. Высокого уровня достигла обработка нефрита. Ученые предполагают наличие рокового для Шицзяхэ конфликта с северной культурой Луншань. По другой версии, причиной кризиса стала засуха. 